# Route nationale 27 (Madagaskar)
Route nationale 27 – droga krajowa na Madagaskarze. Położona jest na terenie regionów Ihorombe i Atsimo-Atsinanana. Droga częściowo utwardzona.

## Przebieg
Droga zaczyna się w Ihosy, gdzie odchodzi od drogi N7, po czym biegnie na południowy zachód i dalej na zachód, na południe od rzeki Manampatrana. Przebiega przez miejscowości Sahambano, Ambinda, Sahamboritra, Analavoka, Belemboka, Andravindahy, Andreaba, Ivohibe, Tanandava, Maropaika, Bemandresy, Vondrozo, Andranolava, Mahatsinjo i Vohimasy, dochodząc do drogi N12 na przedmieściach Farafangany.